# Alkazar (Film)
Alkazar (Verleihtitel Deutsches Reich 1941) bzw. Kampf um den Alcazar (Verleihtitel Bundesrepublik Deutschland 1955) ist ein zum Jahresende 1939 entstandener Kriegs- und Propagandafilm von Augusto Genina und markierte die bedeutendste Zusammenarbeit der beiden faschistischen Regime Mussolini-Italien und Franco-Spanien auf dem cineastischen Sektor. Die Hauptrollen spielen der Italiener Fosco Giachetti und die Französin Mireille Balin (beide im Szenenfoto rechts).

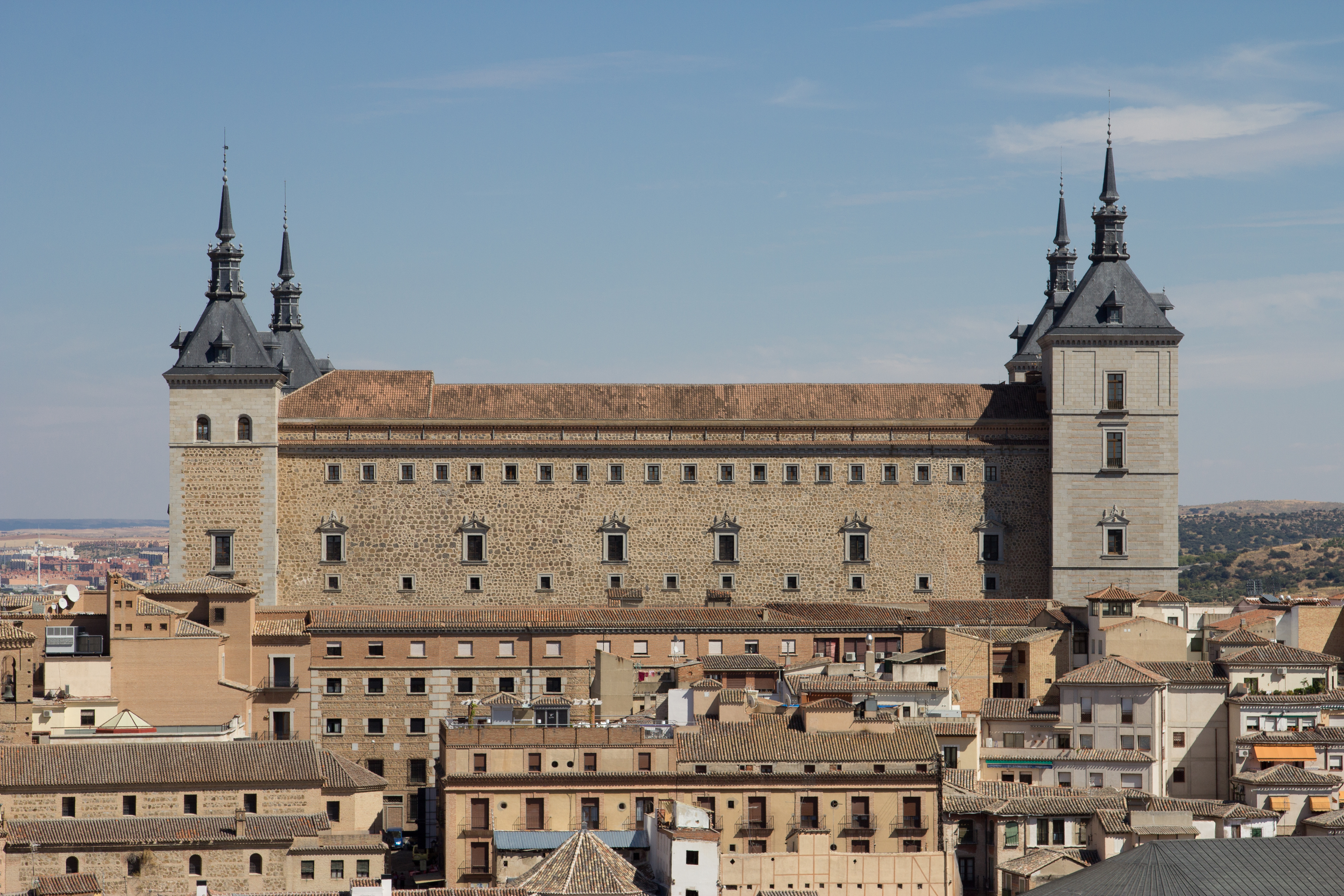
Spielt die eigentliche Hauptrolle im Film: Der Alcázar von Toledo

## Handlung
Toledo 1936. Der spanische Bürgerkrieg ist ausgebrochen, und in der Festung der Stadt, dem Alkazar (im Original: Alcázar), haben sich Franco-treue, spanische Milizionäre unter der Führung des überzeugten Faschisten Oberst Moscardó verschanzt, die sich den Verteidigern der spanischen Republik unter keinen Umständen ergeben wollen. Es entsteht ein Kampf auf Leben und Tod, der von beiden Seiten mit unglaublich verbissener Härte geführt wird. Die Belagerer des Alcazár beschießen ununterbrochen die Festung, vom Boden ebenso wie aus der Luft, und versuchen deren Bewohner auszuhungern. Doch Moscardó gibt die Losung aus, dass es keine Kapitulation geben werde und man durchhalten müsse, bis die Truppen des nachmaligen Caudillo für Entsatz und Befreiung sorgen werden.
Eingeflochten in diese Kernhandlung ist eine Liebesgeschichte zwischen dem schmucken Hauptmann Vela und der jungen Carmen Herrera, einem Mädchen aus Madrid, das sich bei Ausbruch der Revolution gerade in Toledo aufhält und nunmehr die belagerte Stadt nicht mehr verlassen kann. Carmen wird als typische Großstädterin charakterisiert: ein wenig (zu) leichtfüßig-locker und ziemlich zynisch. Die dramatischen Ereignisse lassen in ihr einen Sinnes- und Charakterwandel stattfinden. Sie sieht die „Heldentaten“, die die Überlebenswilligen im Alltags der belagerten Festung leisten, und bewundert die Großzügigkeit und das Pflichtgefühl, die den von ihr verehrten Hauptmann Vela ausmachen. Aus seiner Zuneigung zu der Hauptstädterin erwächst sich schließlich tief empfundene Liebe, die, so will es die damalige Moral, selbstverständlich in einem Eheversprechen zu münden hat.

## Produktionsnotizen und Wissenswertes
Alkazar war eine von oberster staatlicher Ebene im faschistischen Italien und im franquistischen Spanien gewünschte Kollaboration und sollte den Widerstand der Belagerten propagandistisch zum Heldenmythos verklären.
Der Film entstand kurz nach Ende des Bürgerkriegs 1939 sowohl in Italien als auch in Spanien unter italienischer Führung. Für beide Länder wurde je eine eigene Sprachfassung angefertigt. Die italienische Version wurde am 20. August 1940 herausgebracht, die spanische Fassung gelangte in Madrid am 28. Oktober desselben Jahres in die Kinos. Aus politischen Gründen – der Hitler-Stalin-Pakt vom August 1939 führte dazu, dass man bis Juni 1941, als das Deutsche Reich die Sowjetunion überfiel, sich in dieser Zeit in Deutschland mit antikommunistischen Propagandaausfällen zurückhielt – schien eine deutsche Aufführung dieses Films nicht opportun. Mit dem Beginn des Unternehmen Barbarossa lief die Propagandamaschinerie gegen den Kommunismus wieder an, und L’assedio dell’Alcazar wurde unter dem deutschen Titel Alkazar am 30. September 1941 in die Kinos des Dritten Reichs gebracht.
Die Innenaufnahmen entstanden in Cinecittà (Rom, Italien), die Außenaufnahmen vor Ort in Toledo (Spanien).
Die Filmbauten stammen von Gastone Medin. Der italienische Regisseur Primo Zeglio führte in Spanien das zweite Regie-Team an, das die Außenaufnahmen anzufertigen hatte.

## Auszeichnung
Aufgrund seiner überragenden allianzspezifischen Bedeutung innerhalb einer europäisch-faschistischen Zusammenarbeit wurde der Streifen 1940 bei den Filmfestspielen von Venedig mit dem Coppa Mussolini ausgezeichnet.

## Historischer Hintergrund
Bei Ausbruch des Spanischen Bürgerkriegs im Juli 1936 befand sich die Stadt Toledo tief im Gebiet der Verteidiger der spanischen Republik. Im dortigen Alcázar (spanisch für „Festung“) hatten sich jedoch unter der Führung des Militärgouverneur der Stadt, Oberst José Moscardó, rund 100 Offizieren und Soldaten, sowie 800 Guardia-Civil-Männer, Falange-Mitglieder und mehrere Kadetten der Infanterieakademie von Toledo zurückgezogen und verschanzt und sich gegen eine republikanische Übermacht verteidigt. Bis Ende September desselben Jahres wurde die Festung drei Monate lang belagert und beschossen, ehe Franco-Truppen die Belagerten entsetzten.

## Synchronisation
Die erste Synchronfassung wurde von Lüdtke & Rohnstein, Berlin, hergestellt. Kurt Werther führte Dialogregie, das Dialogbuch schrieb Georg Rothkegel. Die zweite Synchronfassung entstand unter Karlheinz Brunnemann.
| Rolle                  | Darsteller       | 1. Synchro (1941) | 2. Synchro (1955)   |
| ---------------------- | ---------------- | ----------------- | ------------------- |
| Hauptmann Vela         | Fosco Giachetti  | Paul Klinger      | Wolfgang Lukschy    |
| Carmen Herrera         | Mireille Balin   | Lu Säuberlich     | Marion Degler       |
| Conchita Alvarez       | Maria Denis      | Ruth Hellberg     | Maria Körber        |
| Oberst Moscardó        | Rafael Calvo     | Walter Werner     | Walther Suessenguth |
| Francisco              | Aldo Fiorelli    | Harry Giese       | Eckart Dux          |
| Pedro                  | Andrea Checchi   | Claus Clausen     | Harald Juhnke       |
| Hauptmann Alba         | Carlo Tamberlani | Fritz Ley         | Wolfgang Eichberger |
| Pablo Montez           | Silvio Bagolini  | Rudolf Schündler  | Walter Bluhm        |
| Major Vilanova         | Guido Notari     | Werner Scharf     | Fritz Tillmann      |
| Delegierter aus Madrid | Guglielmo Sinaz  | Paul Dahlke       |                     |

## Kritiken
Der Starregisseur der Nachkriegszeit und damalige Filmkritiker Michelangelo Antonioni urteilte 1940: „Die venezianische Überraschung: Der venezianische Preis ist verdient, für das Engagement, mit dem der Film produziert wurde, und für die Solidität seiner Struktur. Es ist ein uneinheitlicher Film, ein Kriegsfilm, robust und überhaupt nicht raffiniert ... Die Rhetorik und die Betonung stehen an der Schwelle zu den Wiedererweckungen der Heldentaten ... Aber Genina hat die bürgerliche Seite (wenn Sie mir diesen Ausdruck erlauben) der Geschichte nicht vernachlässigt. Denn was sich im Alcázar abspielt, ist ein wenig das Leben einer kleinen Stadt mit ihren Geburten, ihren Todesfällen … und ihren Liebesgeschichten. (…) Der epische Sinn dieser Arbeit ergibt sich unserer Meinung nach auch aus dem Opfertum und dem einzigartigen Drama, das hier verströmt wird, und hier liegt der Verdienst (sic!) des Werkes.“
Die nazistische Presse in Hitler-Deutschland äußerte sich ebenfalls wohlwollend über den Film, der nun, nach dem Angriff auf die Sowjetunion, politisch opportun erschien. Hier schwadronierte man „über die Fundamente einer neuen europäischen Ordnung, die sich über den Trümmern des Alkazar erheben.“
Selbst in der neutralen Schweiz fand der faschistische Propagandafilm durchaus Anklang. Im Schweizer Film-Kalender (Genf) hieß es 1941 „Besonderes Lob verdient der Regisseur Augusto Genina für die Massenszenen: Sie sind besser als in amerikanischen Filmen, denn sie sind kultivierter und wirklich beseelt … ein durchschlagender Erfolg.“
Kay Wenigers Das große Personenlexikon des Films schrieb in Augusto Geninas Biografie, Alkazar sang „das Hohelied auf den Kampfgeist des internationalen Faschismus.“
Im Lexikon des Internationalen Films heißt es: „Heldenepos zum Ruhm der Franco-Truppen, die 1936 im Spanischen Bürgerkrieg die Burg von Toledo gegen die republikanischen Belagerer verteidigten. Handwerklich und dramaturgisch ansehnlicher faschistischer Propagandafilm, dessen historische Vereinfachungen ärgerlich sind. Eine in die Kriegshandlung einbezogene, mißratene Liebesgeschichte sorgt für sentimentale Akzente.“